# Pécs2010 Kulturális Főváros projekt

A projekt hivatalos logója

A Pécs2010 Kulturális Főváros projekt (EKF projekt) Pécs városának az Európa kulturális fővárosa (EKF) cím elhódítása köré csoportosuló fejlesztési projektje volt. A város 2010-ben Essennel és Isztambullal együtt Európa egyik kulturális fővárosa volt. A 2005-ben elfogadott és győztesnek hirdetett pályázat döntő részét a civilek írták, így a Pécs2010 Kulturális Főváros projekt valóban Pécs programja volt. A program 4 kulturális beruházásra épült: Kodály Központ, Dél-dunántúli Regionális Könyvtár és Tudásközpont, Múzeumok utcája és a Zsolnay Kulturális Negyed. Ezeket még kiegészítették a Közterek és parkok újjáélesztésével. Mindegyik projektet az Európai Unió társfinanszírozásában valósították meg. A Múzeumok utcája 2010. áprilisára, a Regionális Könyvtár és Tudásközpont júniusra, a Kodály Központ (akkori nevén Pécsi Konferencia és Koncertközpont) pedig októberre készült el.
Pécs gazdag kulturális élete az új intézményekkel jelentős mértékben színesedett.
Magyarországon rengeteg kritikát kapott a projekt, hogy késtek egyes átadások. A projekt vezetői viszont azt nehezményezték, hogy a média a kelleténél többet foglalkozott a beruházásokkal és kevesebbet a kulturális programokkal.

## Története

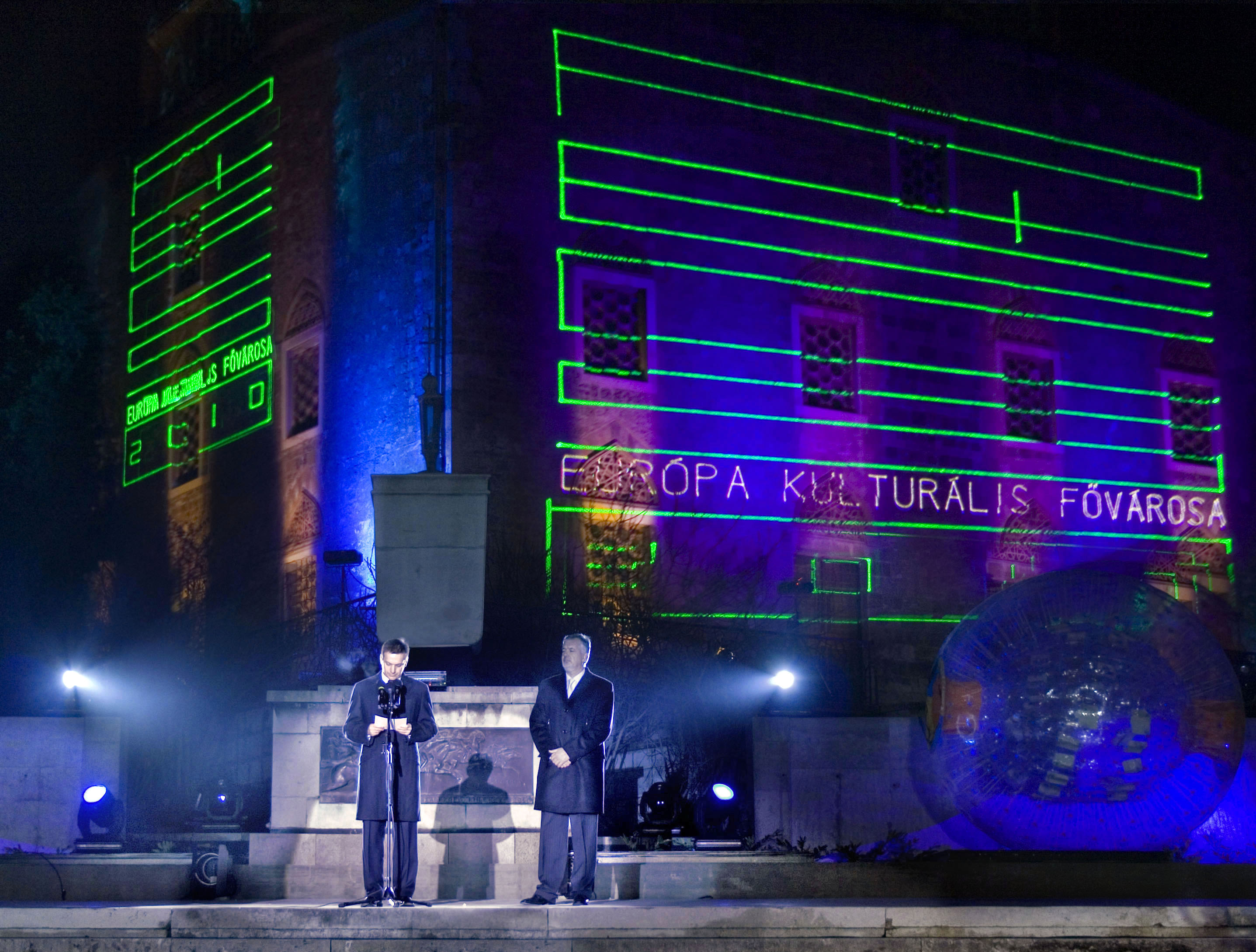
Bajnai Gordon miniszterelnök nyitotta meg Pécs Európa kulturális fővárosa rendezvénysorozatát 2010. január 10-én este

2004. február 12-én az Európai Unió kulturális miniszteri értekezlete úgy döntött, hogy 2010-ben az Európa kulturális fővárosa címet Magyarország és Németország egy-egy városa kaphatja meg. A Nemzeti Kulturális Örökség Minisztériuma által felállított szakmai zsűri Pécs, Eger, Miskolc, Budapest, Debrecen, Győr és Sopron városaira gondolt első körben. 2005. október 19-én született meg a döntés, hogy Magyarországot Pécs városa képviselje. Pécs Megyei Jogú Város Önkormányzata december 15-én elfogadta a Brüsszel számára benyújtandó EKF-pályázatot, melynek címe a „Határtalan város” lett. 2006. december közepére fogadták el a kulturális fővárosi projekt nagyberuházásainak terveit, melyek közül egyet (Nagy Kiállítótér) 2007. január végére elvetettek.

## Projektek

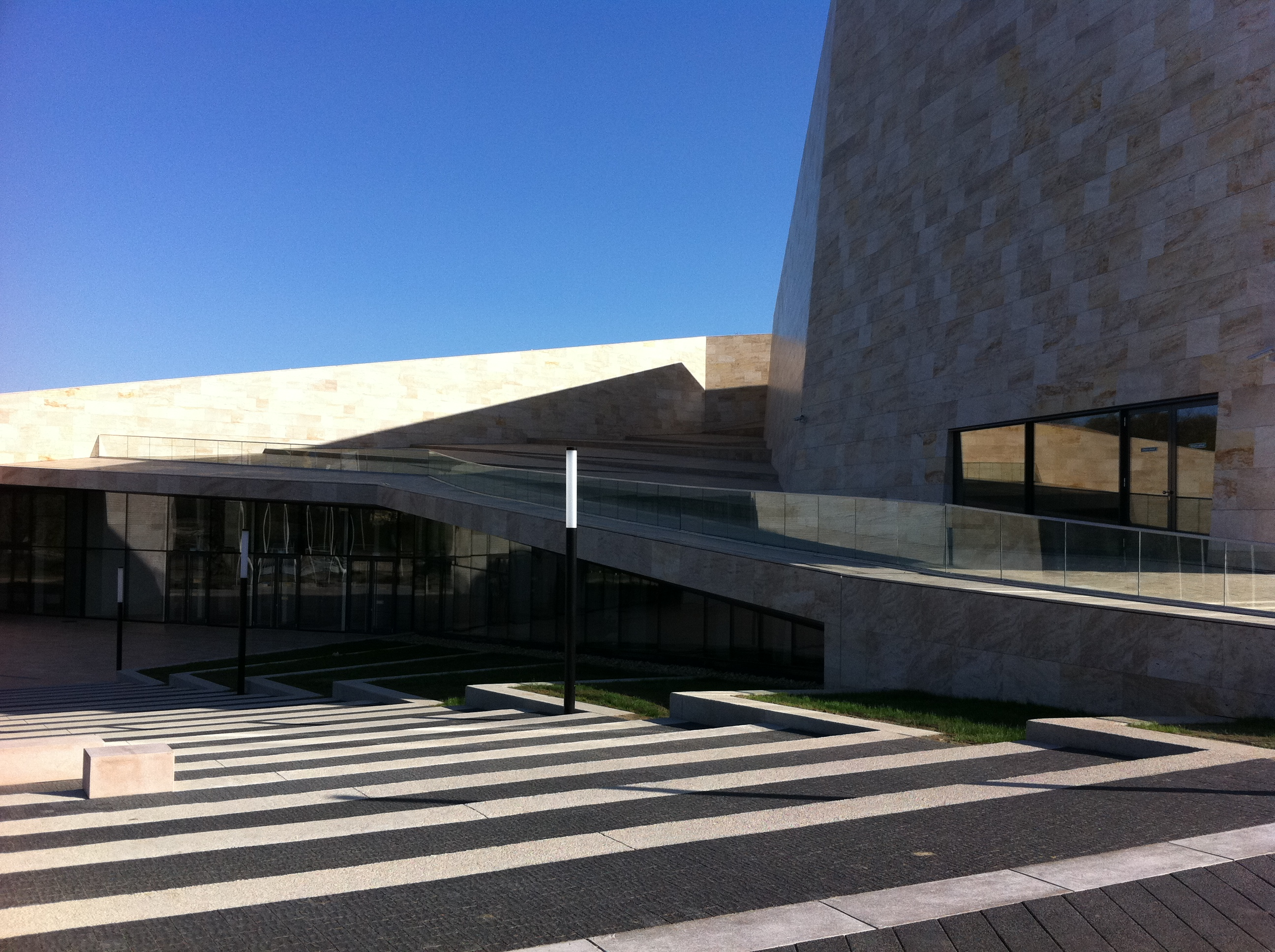
A Kodály Központ épülete

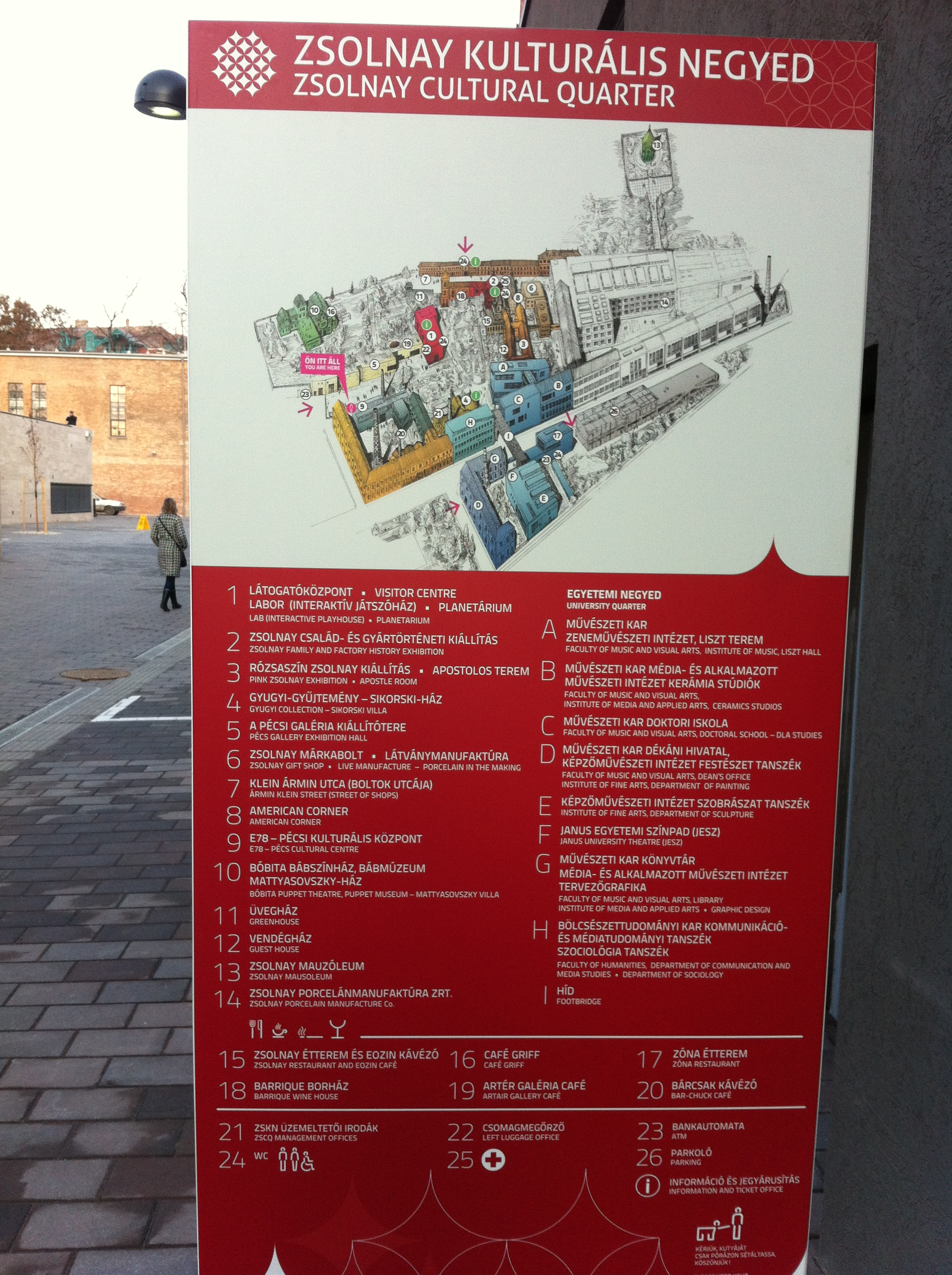
Információs térkép a negyed egyik bejáratánál

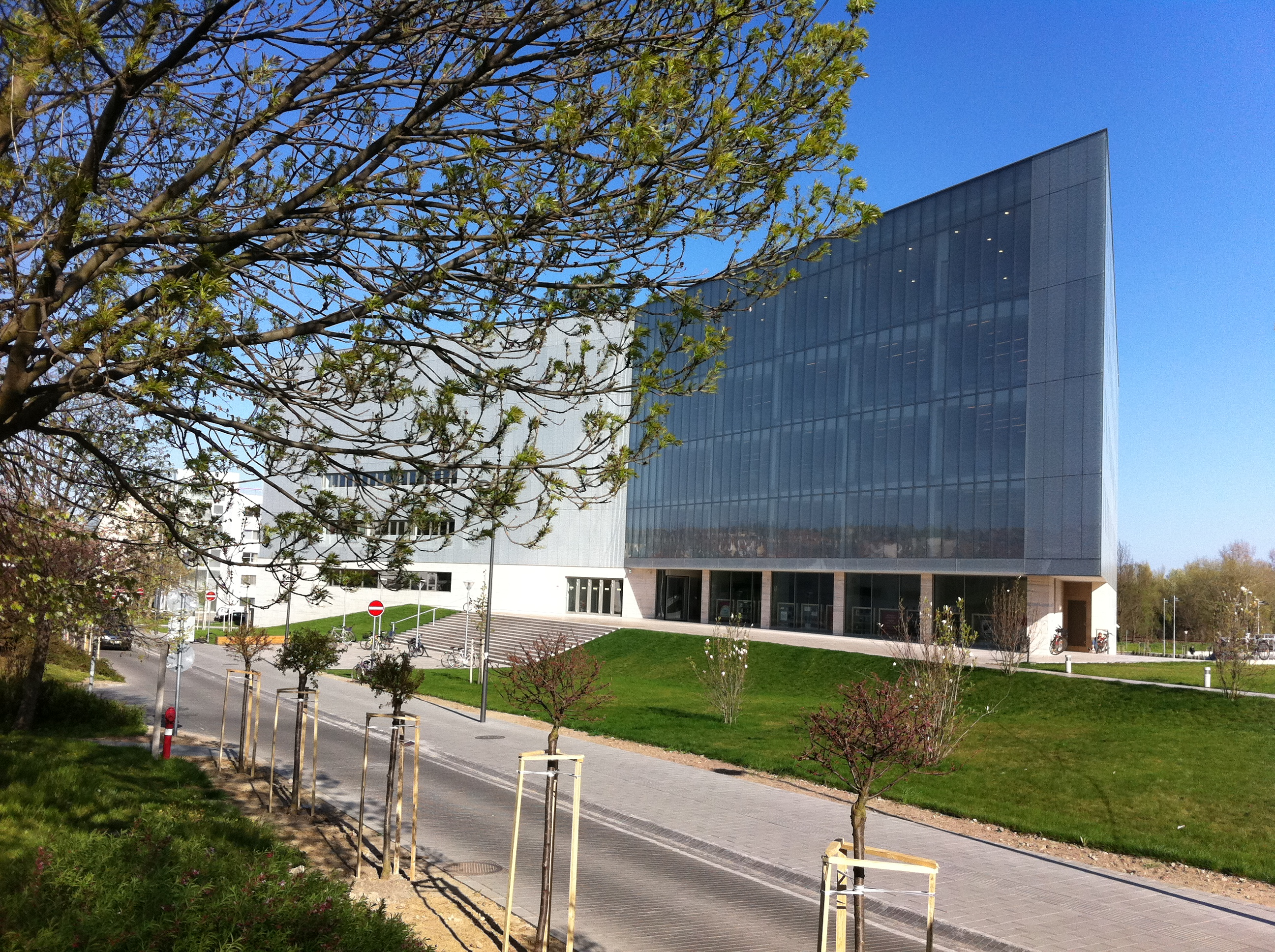
A Tudásközpont a 48-as tér felől

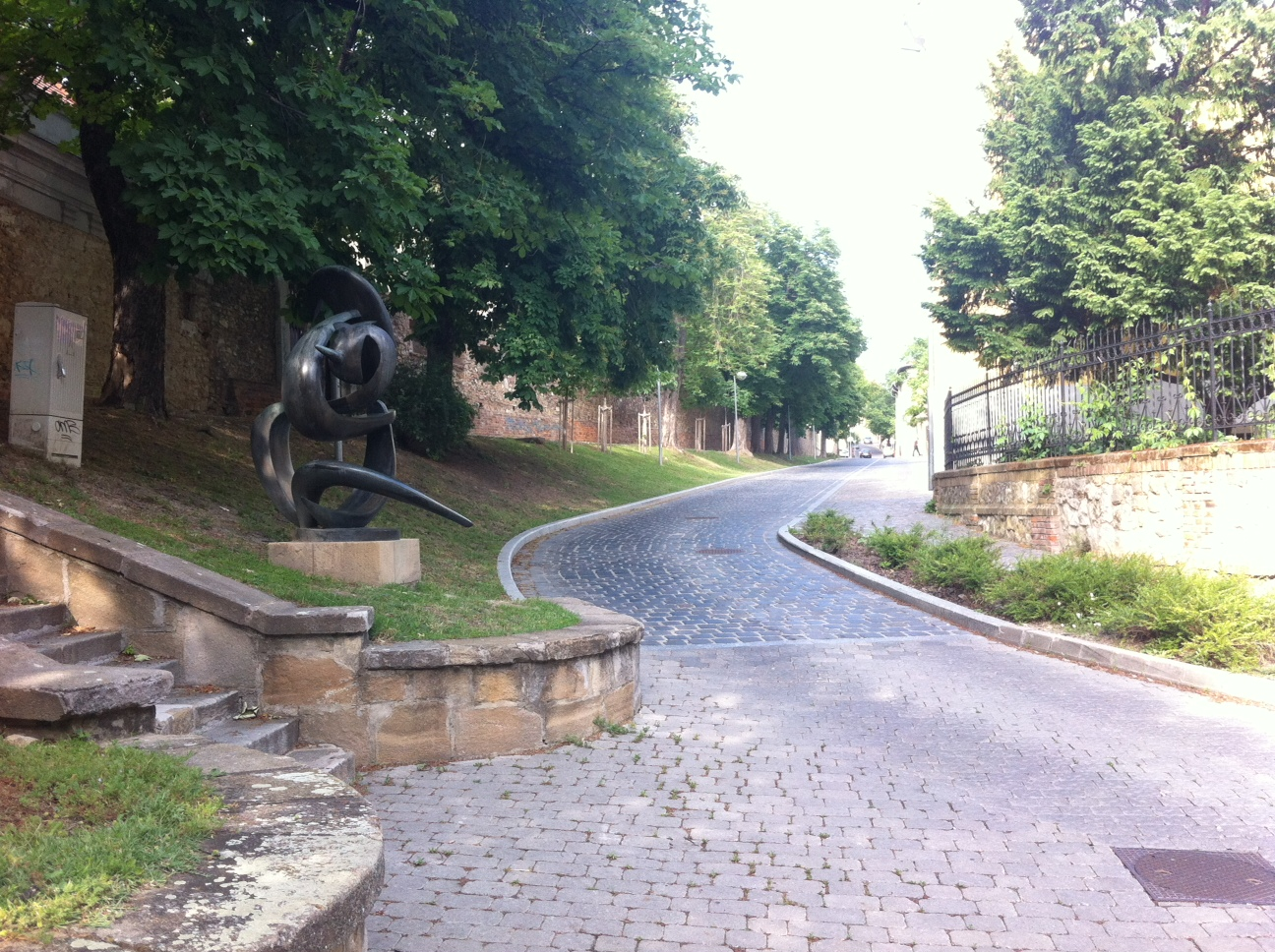
A Múzeumutca nézete nyugat felől.

### Kodály Központ (korábban Pécsi Konferencia- és Koncertközpont)
A Kodály Központ (Pécsi Konferencia- és Koncertközpont) egy kulturális intézmény Pécs Balokány városrészében. Elkészültével az intézmény a dél-dunántúli régió legnagyobb befogadóképességű, multifunkcionális hangversenyterme és konferenciaközpontja lett. Az intézmény otthont ad a Pannon Filharmonikusoknak és a Pécsi Kulturális Központnak.
A központ épülete 2010. december 16-án került átadásra.

### Zsolnay Kulturális Negyed
A Zsolnay Kulturális Negyed a Pécs2010 Kulturális Főváros projekt legnagyobb beruházása, mely a pécsi Zsolnay porcelángyár területén zajlott az MCXVI Építészműterem Kft. (Csaba Katalin, Herczeg László, Pintér Tamás János) tervei alapján.
Több mint 11 milliárd forintból kelt új életre a korábbi porcelángyár 2011. év végén folyamatosan átadott 5 hektáros területe. A Közép-Európa egyik legnagyobb gyárépületegyüttes rehabilitációja során megvalósuló kulturális negyed tartalmilag négy részre tagolódik. A Míves negyed legfontosabb eleme a Zsolnay családdal és történettel kapcsolatos kiállítás, valamint a Gyugyi-gyűjtemény. Ezekhez kapcsolódik a felújított Zsolnay-mauzóleum, az Alkotó- és Inkubátorház, valamint a Kézművész utca üzletsora. Az Alkotó negyed ad helyet kulturális intézményeknek, vendéglátóhelyeknek és fesztiváloknak. A Gyermek és Családi negyed központi elemei a Planetárium, a Pécsi Galéria komoly nemzetközi vendégtárlatokat is fogadni képes új épülete, valamint a megújult Bóbita Bábszínház, míg az Egyetemi negyedben a Pécsi Tudományegyetem Művészeti Kara és újonnan alakult tanszéke kapott helyet.

### Dél-dunántúli Regionális Könyvtár és Tudásközpont
A Dél-dunántúli Regionális Könyvtár és Tudásközpont (avagy Tudástár) Pécs egyik kulturális központja a Balokány városrészben. Az intézmény látja el Dél-Dunántúl információs- és dokumentumigényét, valamint közösségi, kulturális, és szabadidős programok rendezésére is alkalmas. Ebbe a tizenháromezer négyzetméteres, négyemeletes épületbe költözött a korábbi városi könyvtár, a megyei könyvtár és a Pécsi Tudományegyetem három karának könyvtára. Az épületben kialakítottak két kétszáz fős előadótermet és egy konferenciatermet, továbbá kutatószobákat, internetes munkaállomásokat is.
Az épület átadását először 2010 nyarára vállalta a kivitelező. 2010 első hetében már június 23-ra módosult ez az időpont, a tervezettnél egy hónappal hamarabb. Végül 2010. szeptember elején kezdődött el hivatalosan az üzemeltetés. Kellemetlen incidens történt 2010. december 19-én éjjel, amikor a Tudásközpont frissen átadott épületének külső burkolatából – hangos robbanás kíséretében – kiesett két üvegtábla. A vizsgálatok során felelőst nem találtak – leginkább az aznapi nagy hőingadozásra gyanakodtak. Mintegy kilenc hónappal később újabb üvegburkolat robbant szét, pont az egyik bejárat fölött (személyi sérülés nem történt).

### Múzeumok utcája
A Múzeumutca a pécsi Káptalan utcát jelöli; ezt az elnevezést arról kapta, hogy a utca épületeinek nagy része múzeum. Itt találhatóak: Amerigo Tot Múzeum, Reneszánsz Kőtár, Zsolnay Kerámia Kiállítás, Victor Vasarely Múzeum, Mecseki Bányászati Múzeum, Modern Magyar Képtár, Nemes Endre Múzeum, Schaár Erzsébet: „Utca”, Martyn Ferenc Múzeum. A „Nagy Kiállítótér – Múzeum utca rekonstrukció” elnevezésű projekt nyolc múzeumépület felújítását, kertjeinek parkosítását, a kapcsolódó utcák és közterületek rekonstrukcióját, a múzeumépületek berendezését és informatikai fejlesztését tartalmazta. A Káptalan utcai múzeumépületeken túl magában foglalta az úgynevezett Régi Vármegyeháza Papnövelde utcai épületét is, annak teljes belső felújítását és földszinti bővítését.

## Közterek és parkok

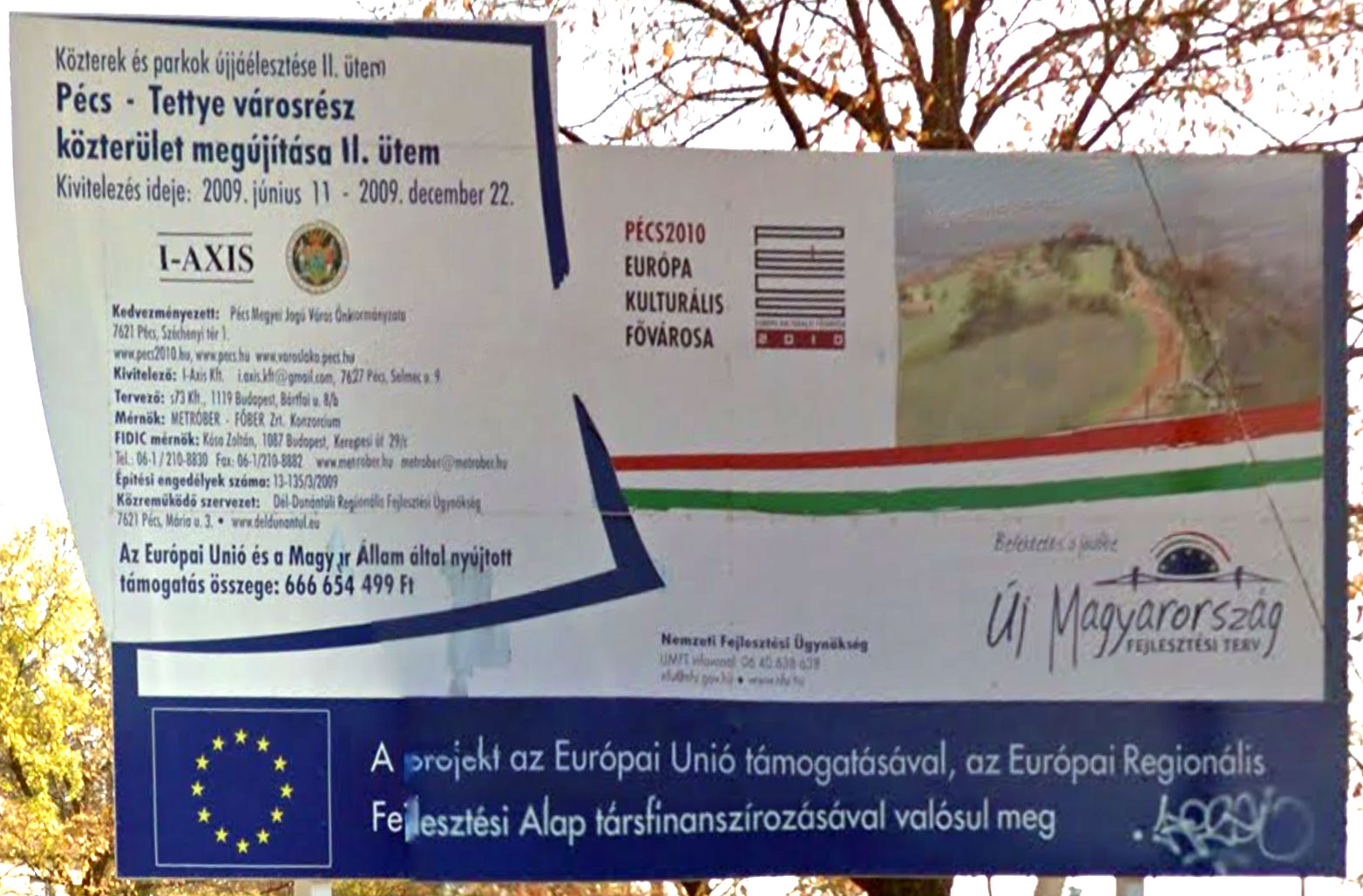
Közterek és parkok újjáélesztése

### Pécs-Tettye városrészközterület

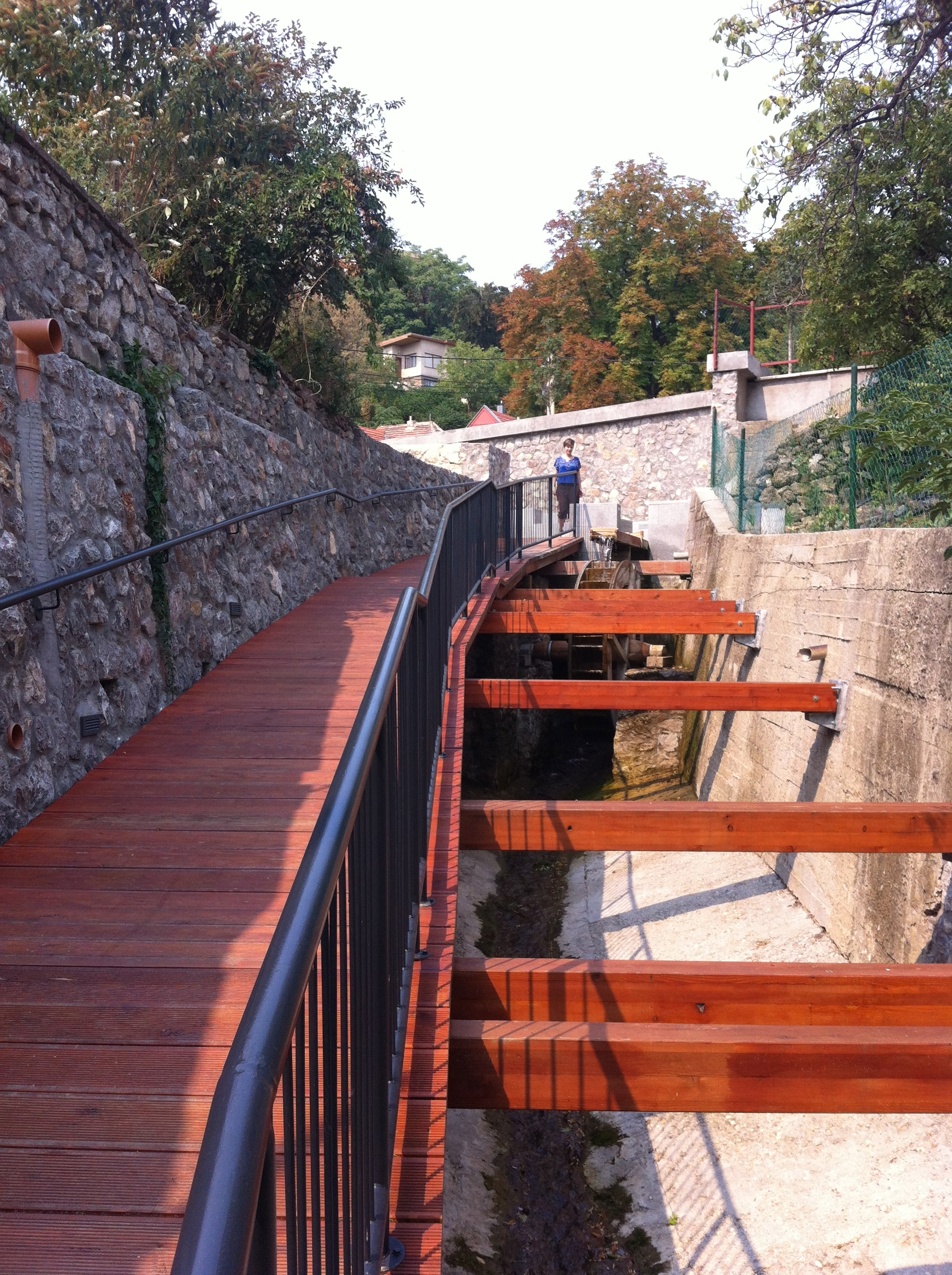
Tettye patak és malomkerék

A Pécs2010 Kulturális Főváros projekt „Közterek és parkok” elnevezésű programnak köszönhetően megújult a park jelentős része. A kivitelezés 2009. március 27-én kezdődött és 2009. november közepéig tartott. A parkot hivatalosan 2009. november 25-én adták át. A felújítási munkák során megújultak lépcsősorok, játszóterek, szökőkutak és a várnál lévő támfalak.

### Pécs-Uránvárosfőtere és kapcsolódó közterületei
Pécs Megyei Jogú Város Önkormányzata 2007. augusztusában tervpályázatot hirdetett „Pécs-Uránváros főterének és kapcsolódó közterületeinek tervezése” címmel az „Európa kulturális fővárosa-Pécs2010” program jegyében. A fejlesztési terület magában foglalta az Uránvárosi városrész központját, az Uránbányász teret, az Ybl Miklós utcát és a Szilárd Leó parkot.
Az építészeti tervpályázat eredményét 2007. novemberében hirdették ki, a nyertes terveket a Lépték-terv Tájépítész Iroda és a Közlekedés Kft. Konzorciuma készítette el. Az útra vonatkozó építési engedély október 21-én került kiadásra, míg a beruházás építési engedélye szeptember 29-én emelkedett jogerőre.
Az elkészült Szilárd Leó parkot és az Uránbányász teret hivatalos keretek között 2009. november 13-án adták át.

### Pécs-Megyer városrész központi területe és kapcsolódó közterületei
Az átépítés Megyer városrész központi területét, a Csontváry utcát és a Nevelési Központ területeit érintette. A felújítás után a területet hivatalosan 2009. november 20-án adták át.

### Köztársaság tér
Az Ispitaalja városrészben található Köztársaság teret felújították 2009-ben. A rekonstrukció a tér gyalogos felületeire terjedt ki, díszburkolatot alakítottak ki, és padokat helyeztek el. A téren új szökőkutat építettek, gyepesítettek, az elöregedett és kivágott fák helyett pedig számos növényt telepítettek. A megújult teret ünnepélyes keretek között 2009. november 13-án adták át.

### Kórház tér
Egy gyalogossétány kiépítésének ötlete hívta életre a Kórház térnek, a Szent István tér déli részének, a Ferencesek utcájának nyugati részének és a Rákóczi út északi végének felújítását. A Jakováli Hasszán dzsámija előtti területet új vízelvezetéssel, lépcsőkkel és támfalakkal látták el. Új fákat, cserjéket ültettek ki, egy részüket planténerekbe. 2009. december 18-án került sor a tér ünnepélyes átadására.

### Rókus sétány
A Szigeti külvárosban, a Szigeti út és az Ifjúság útja között vezető Rókus sétányon a hosszú és keskeny geometria, valamint a nagy szintkülönbség határozta meg az átalakítás menetét. Akadálymentesítették a területet, rehabilitálták a kitaposott növényeket, kicserélték, és bővítették az alulméretezett közvilágítást. Megújították a burkolatot, fákat telepítettek, és új utcabútorokat helyeztek el. A kivitelezés 2009. március 27-én kezdődött, és december 18-án fejeződött be.

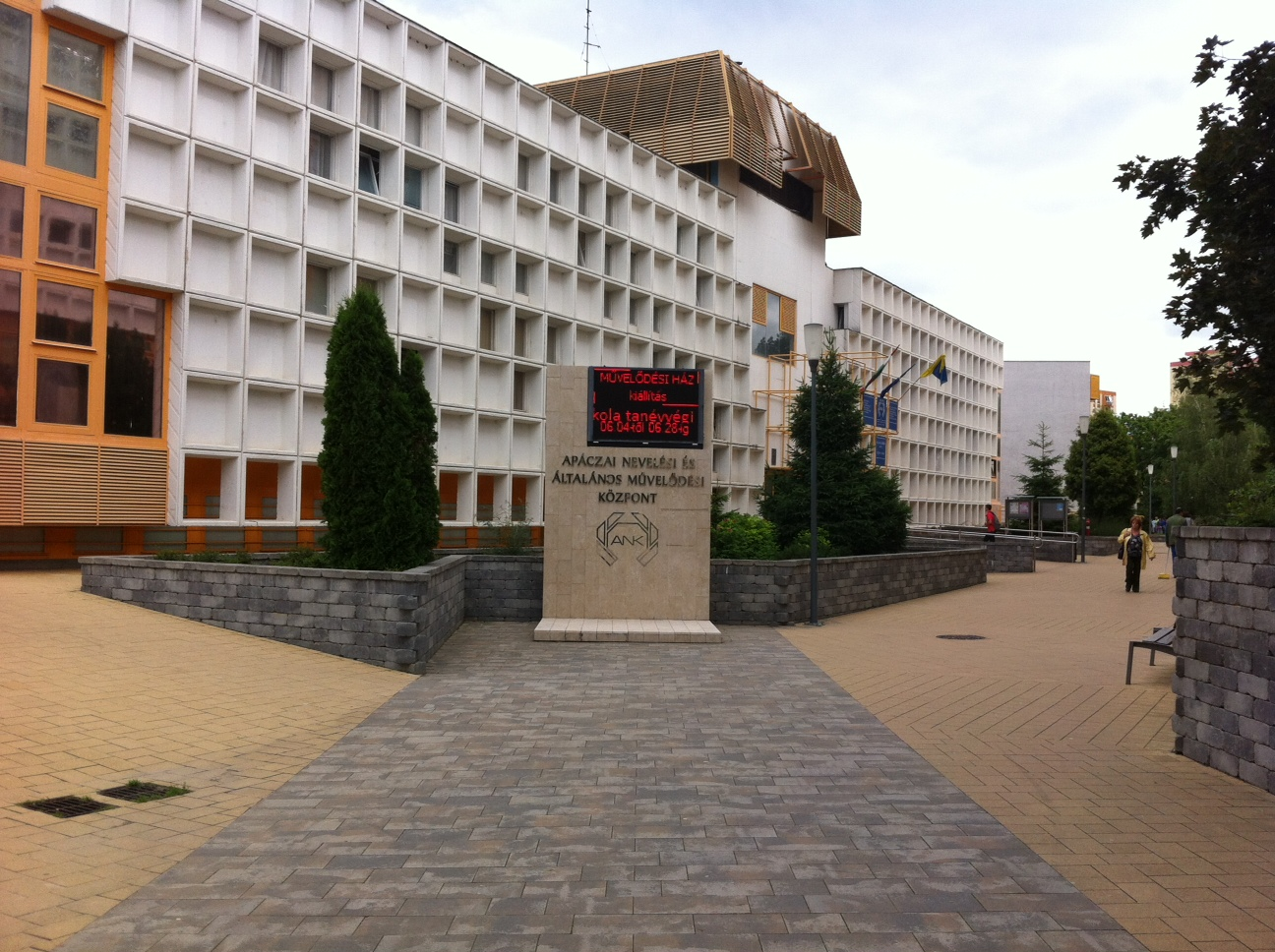
Az Apáczai Nevelési és Általános Művelődési Központ

### Diana tér
A terület a Diana téri piac körüli közpark, és az ettől nyugatra húzódó gyalogos tengely, az ún. Berek sétány Varsány utcáig tartó területe, mely a kertvárosi lakótelep első ütemében épült lakótömb központja. A Diana tér – Berek sétány tengely mentén épültek meg a városrészt kiszolgáló szolgáltató és kereskedelmi létesítmények. A Diana téri közpark rekonstrukciója tartalmazta a növényállomány megújítását és utcabútorok elhelyezését. A munkálatokat hivatalosan 2009. április 16-án kezdték el.
Két egyedi szökőkút, összesen 14 ezer négyzetméternyi térburkolat, árnyékolók, utcabútorok kerültek az Apáczai Nevelési és Általános Művelődési Központ (a pécsiek által "Nevkóként" emlegetett központ) környékének rehabilitációja során. A felújítási munkálatok érintették az agórát és a buszvégállomást is.

## Kulturális programok
A Pécs Európa kulturális fővárosa eseménysorozatának hivatalos megnyitója nagyszabású nyitóünnepi rendezvénnyel indult. A városban koncertezett az angol énekes-dalszerző Seal, Goran Bregović, és a kubai Buena Vista Social Club.
2010-ben a Pécsre látogatók összművészeti fesztiválok, nagyrendezvények, komolyzenei, könnyűzenei, népzenei, világzenei, színházi, táncos, filmes, képző- és iparművészeti és egyéb rendezvények közül válogathattak. Ezek közül a legkiemelkedőbbek voltak: Pécsi Tavaszi Fesztivál, Frankofón fesztivál, Görög fesztivál, Fringe fesztivál, Edelrezi – Szent György-napi tavaszváró ünnepség, 21. Pécsi Folknapok – nemzetközi népzenei fesztivál, Kulturális majális és gyereknap, 7. Nemzetközi Romafesztivál, Sétatér fesztivál, Pécsi Szabadtéri Játékok, Múzeumok éjszakája, 13. Európai Ifjúsági Kultúrhét, ICWiP – (International Culture Week in Pécs), Bridges Pécs2010 Világkonferencia, 3. Ördögkatlan összművészeti fesztivál, Pánbalkán Art Piknik, Magyarok I. Kulturális Világtalálkozója, Örökség fesztivál – Pécsi napok, 1. nemzetközi magyar vadászkürtös verseny, Magyar fúvószenei nagydíj, Pécs cantat – Európa éneklő kulturális fővárosa, 5. Bordal Világfesztivál, Operaverseny és fesztivál a Mezzo televízióval, PEN – Pécsi Egyetemi Napok, Batta Dem – 5. Pécsi nemzetközi regae fesztivál, Fête de la musiqu – a zene ünnepe, 10. Rockmaraton fesztivál, EFOTT – egyetemisták és főiskolások országos turisztikai találkozója, Eszék-Újvidék-Pécs dzsesszhíd, Kelet-Nyugati Átjáró Balkán Világzenei Fesztivál, 10. Pécsi diákfilmfesztivál, Pécsi táncmaraton – nemzetközi ifjúsági találkozó és folkműhely, Török filmhét, Pécsi Országos Színházi Találkozó – POSZT, 1. Roma színházművészeti találkozó, Országos cukrász- és utcaszínház fesztivál, 15. Pécsi Nemzetközi Felnőttbábszínház Találkozó, 4. Pécsi Nemzetközi Tánctalálkozó, 2. Cinepécs Nemzetközi Filmfesztivál, Munkácsy Mihály krisztus-trilógiája, Érzékek labirintusa, Pécs mobilart – szabadtéri fotókiállítás-sorozat, Nemzetközi és országos origami találkozó, Gyugyi-féle Zsolnay-kiállítás, Nagy Kiállítótér, II. Pécsi irodalmi fesztivál, Haiku világkonferencia, Pécsi ruszin napok, Pécsi német nap, Lengyel-Magyar barátság napja.

## Értékelése turisztikai szempontból
A Központi Statisztikai Hivatal adatai szerint 2010-ben Pécsen a belföldi vendégéjszakák száma csaknem 13 százalékkal, a külföldi vendégéjszakák száma pedig majdnem 75 százalékkal emelkedett. Ez hiába jelentett összességében körülbelül 28 százalékos növekedést, a város nem tudott 2010-ben Magyarország tíz legvonzóbb turisztikai célpontja közé kerülni. Míg 2009-ben a 22. volt a listán, 2010-ben tíz helyet javítva a 12. helyen végzett.

## Galéria

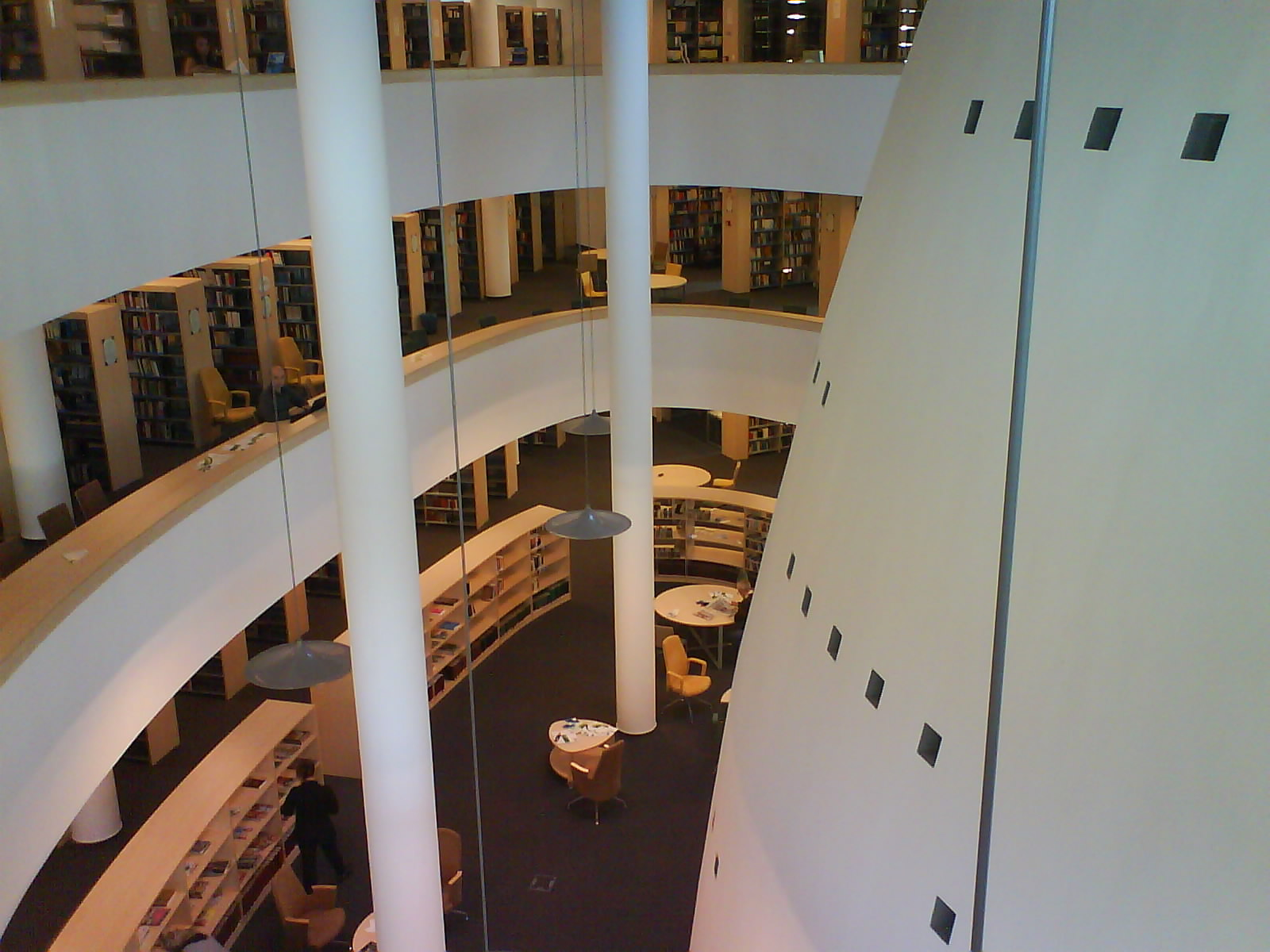
Belső tér a Tudásközpontban
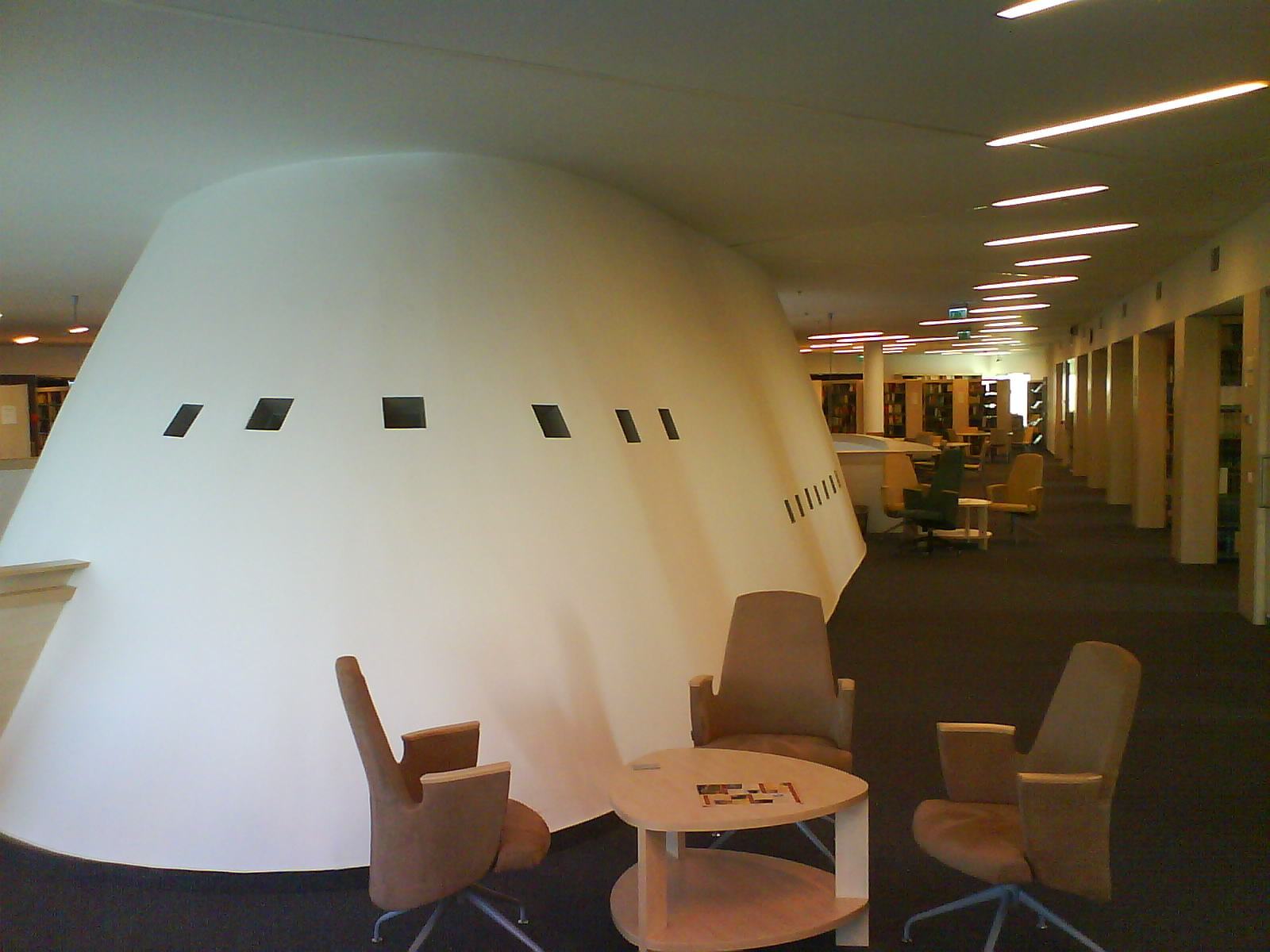
Különleges építészeti megoldás a Tudásközpontban
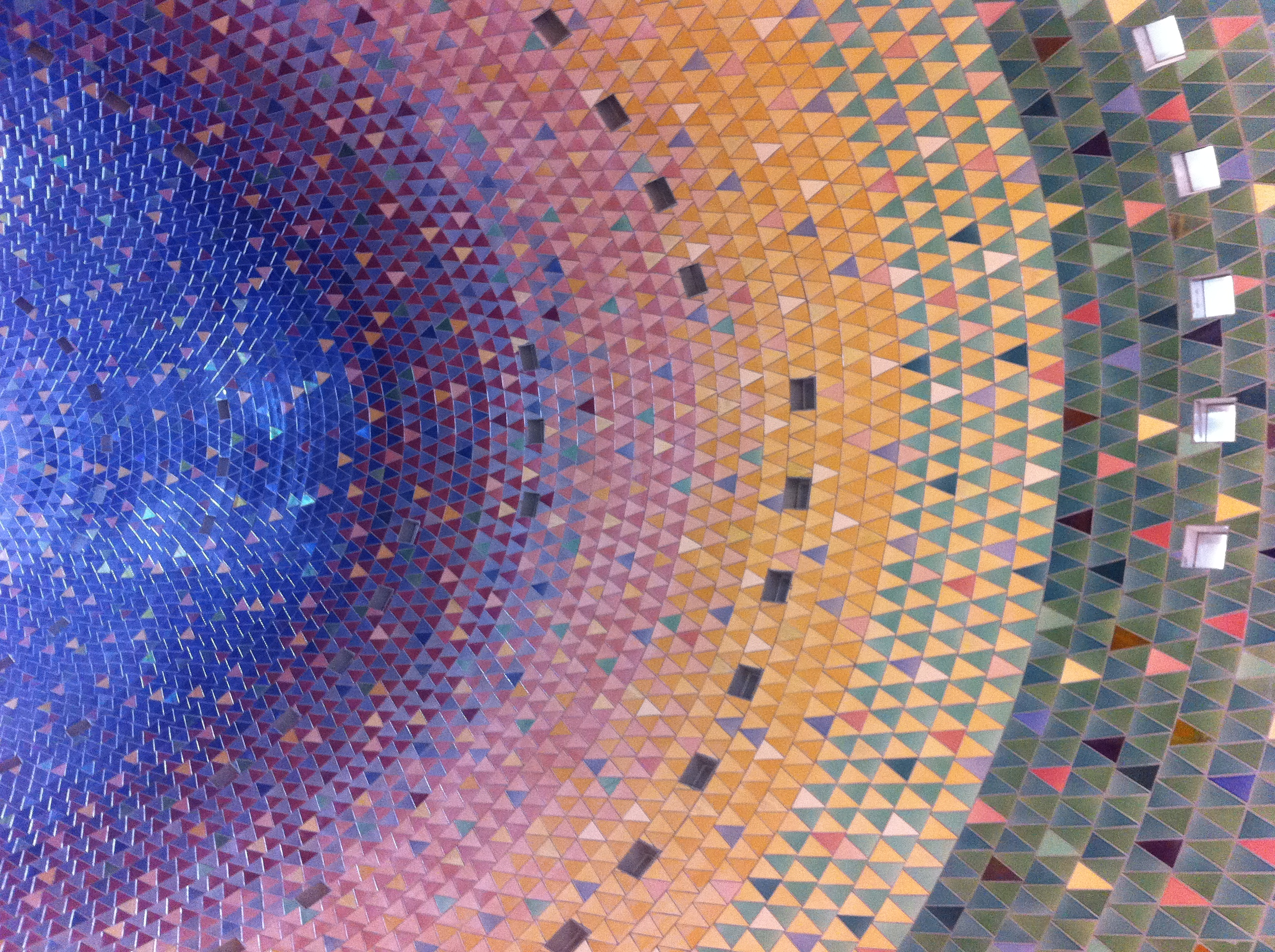
Mozaik belső a Tudásközpontban
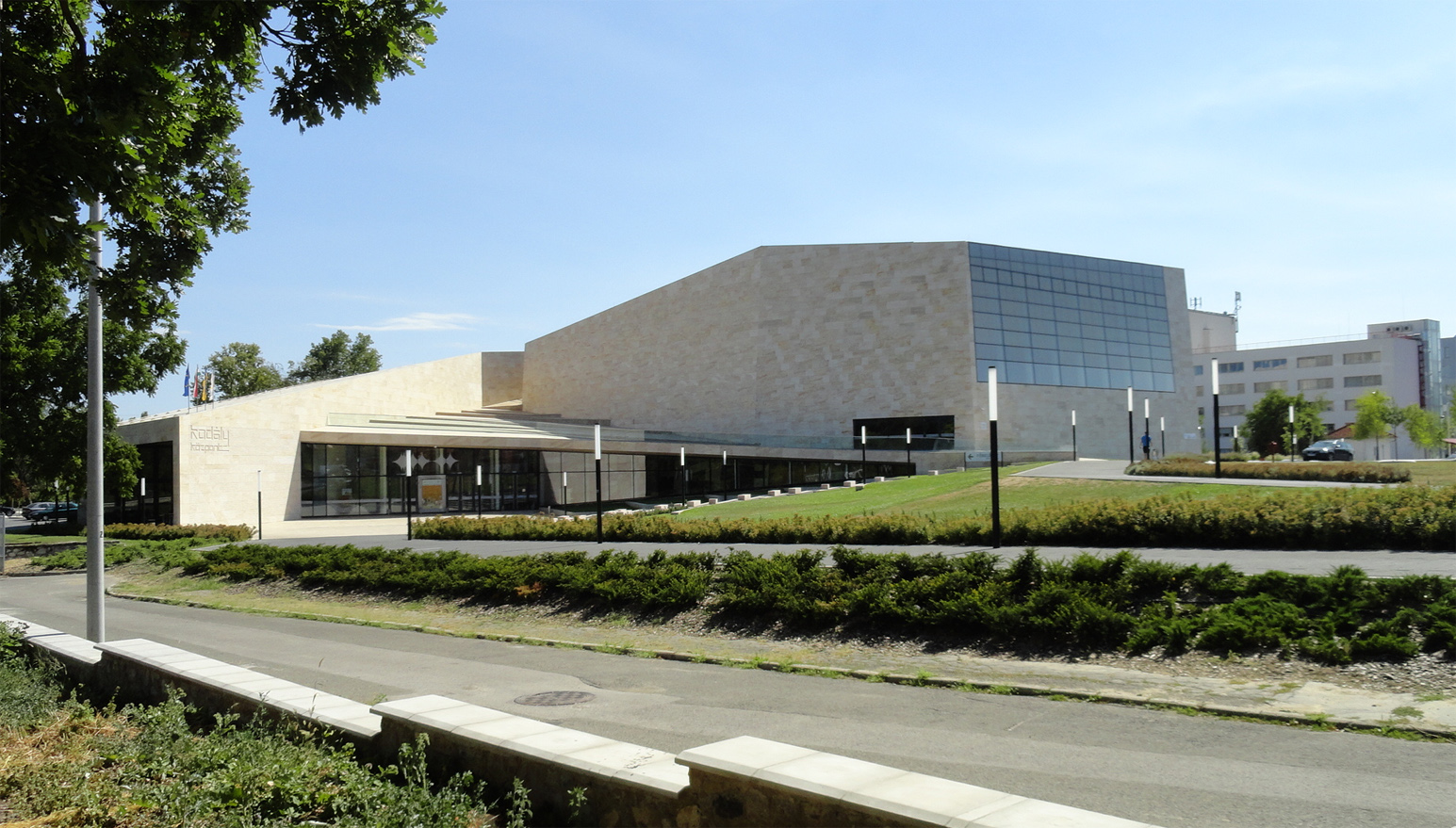
A Kodály Központ épülete a Balokányban
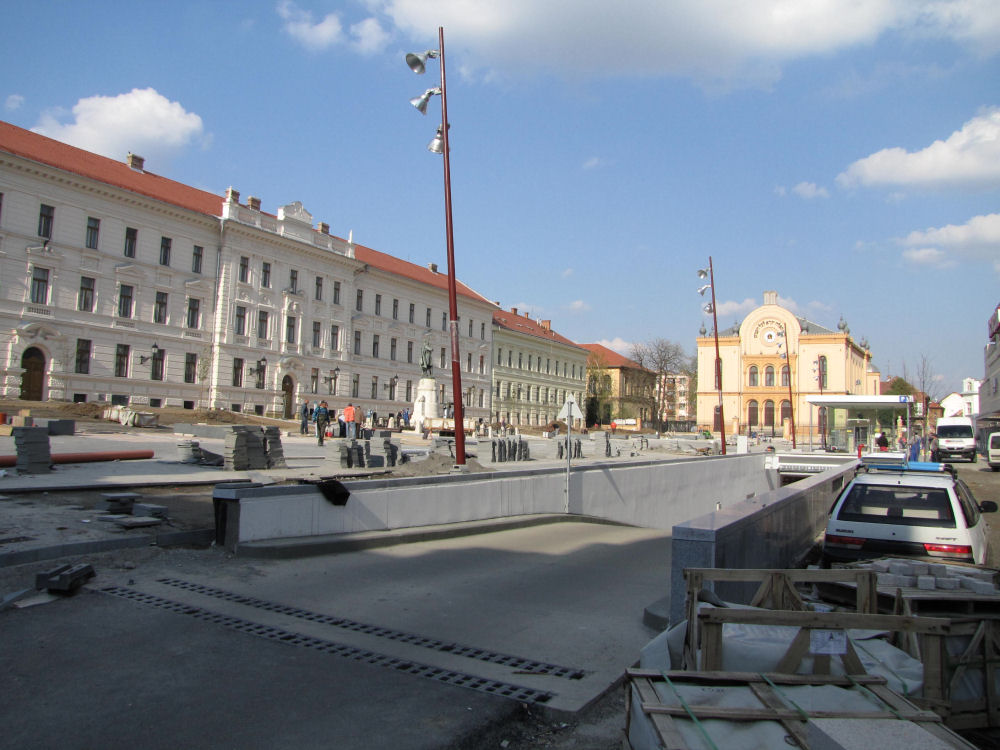
A Kossuth tér felújítása
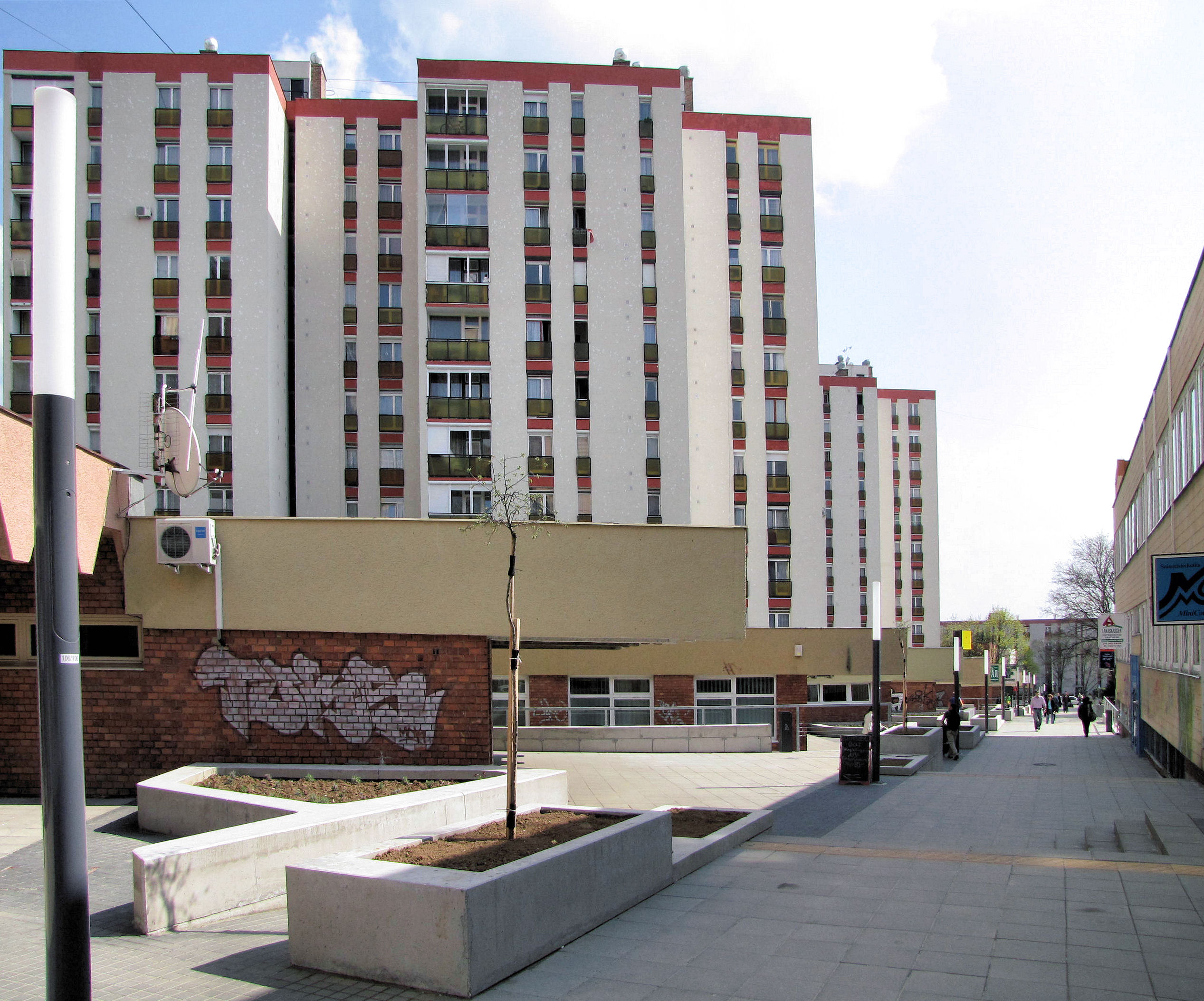
Rókus sétány
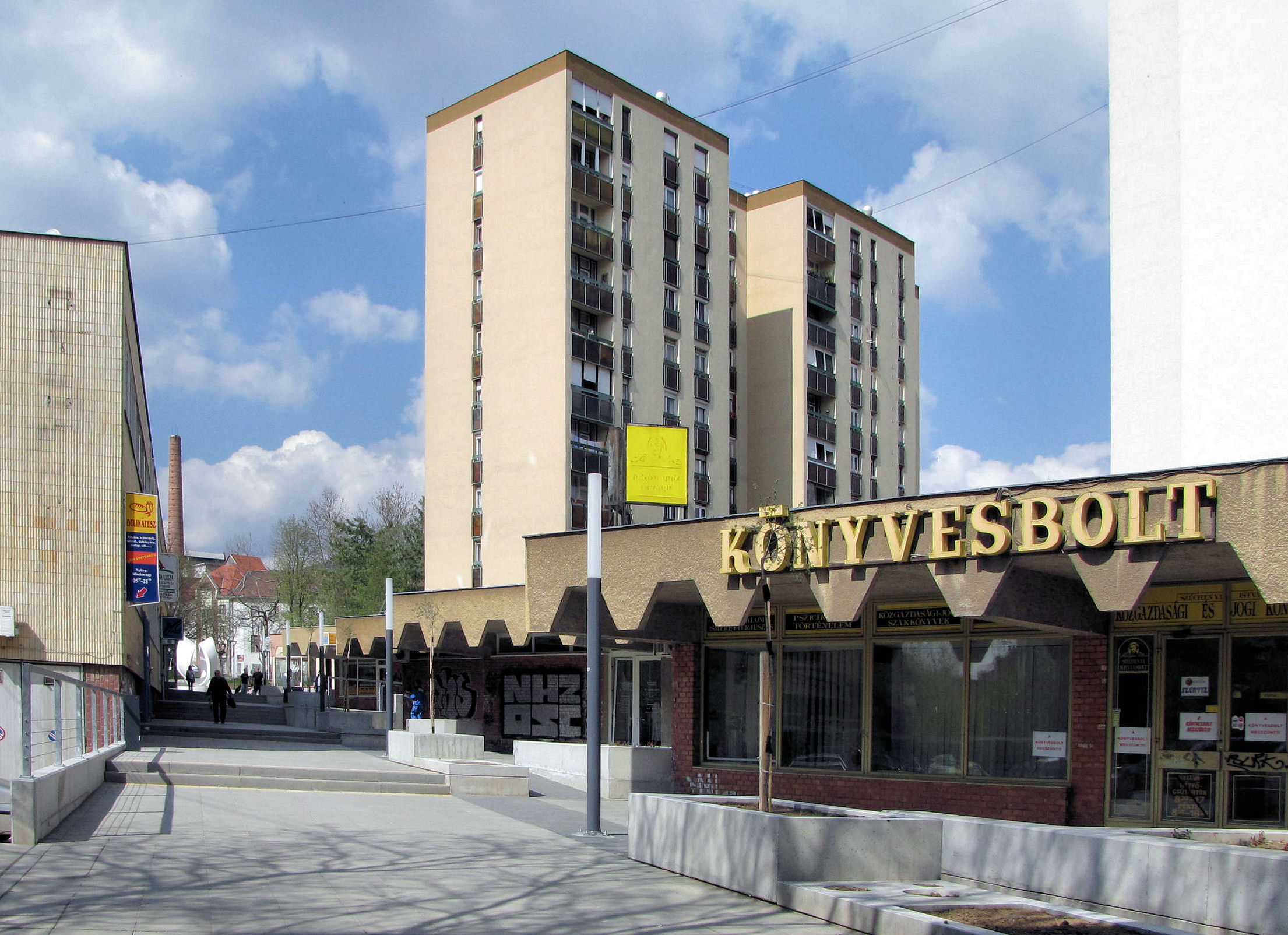
Rókus sétány
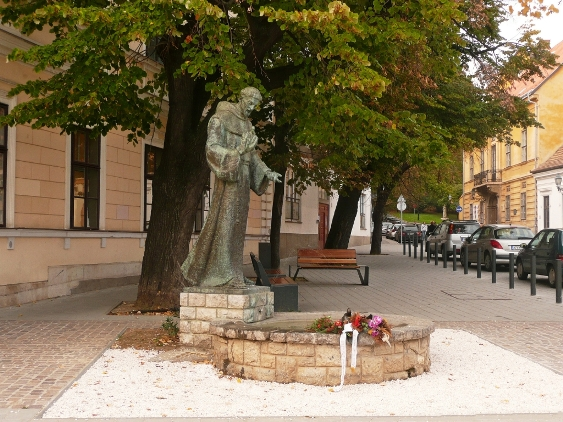
Az Assziszi Szent Ferenc szobra a Ferencesek utcájában
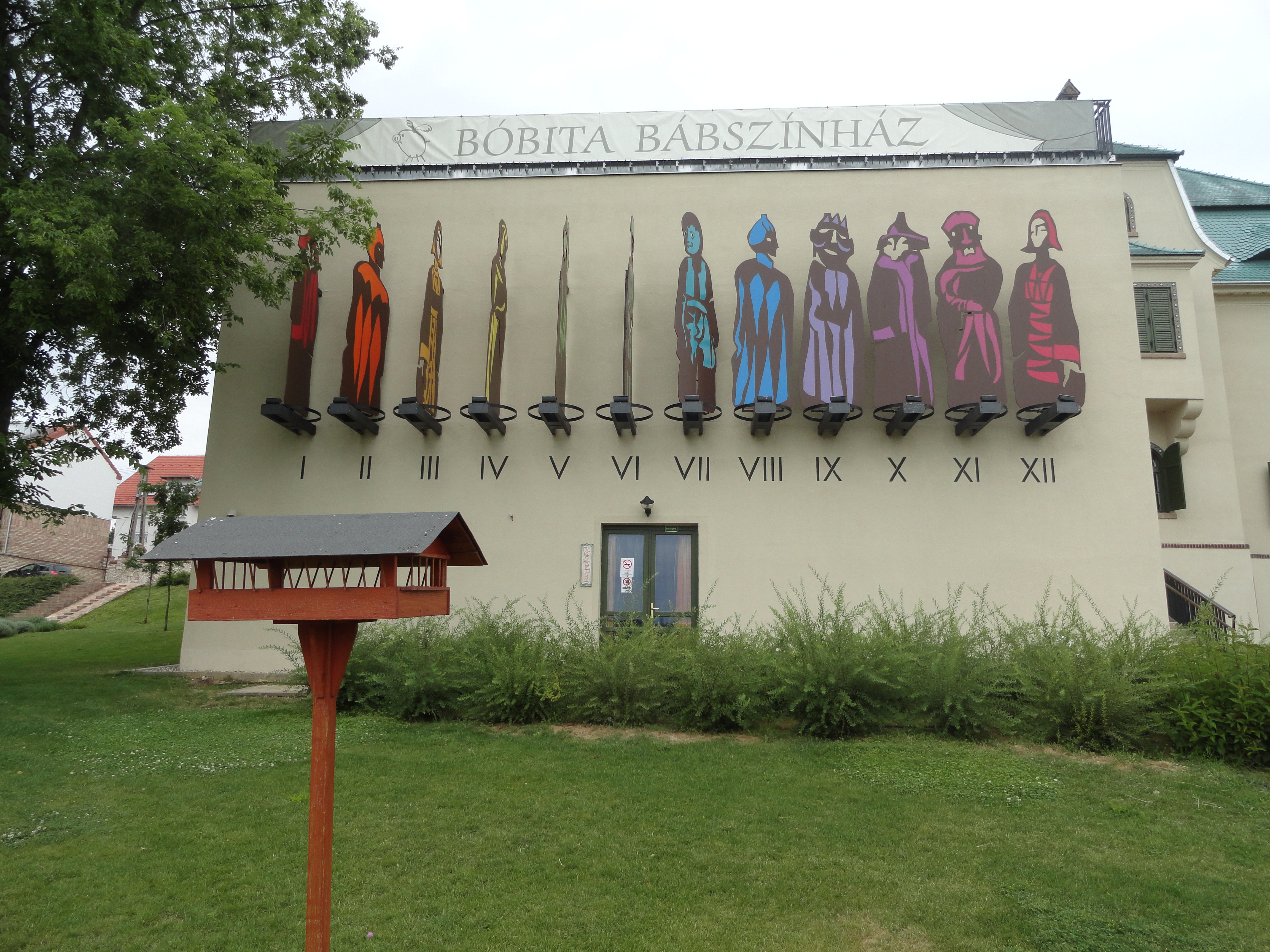
Bóbita Bábszínház a Zsolnay Kulturális Negyedben
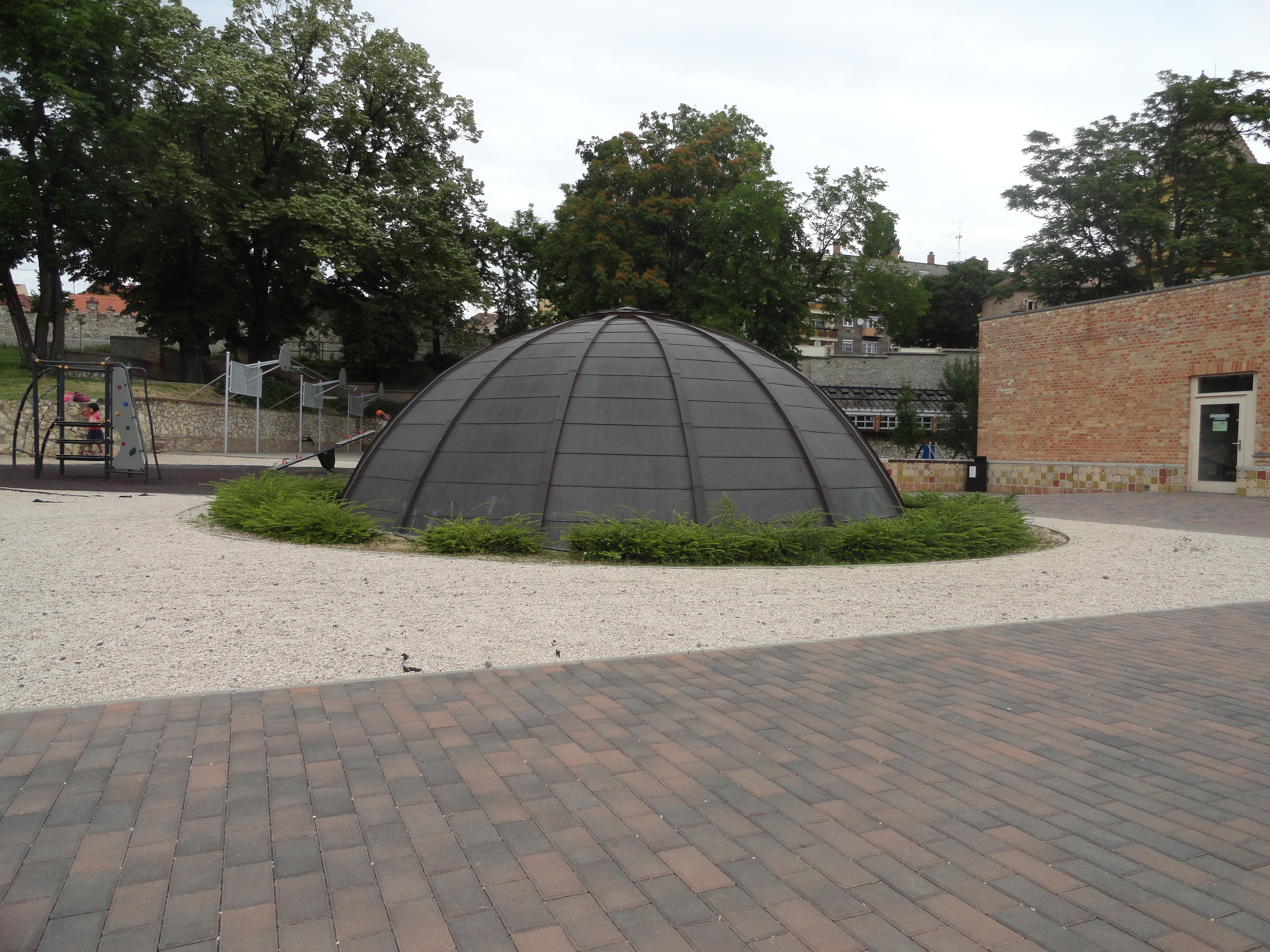
Planetárium a Zsolnay Kulturális Negyedben
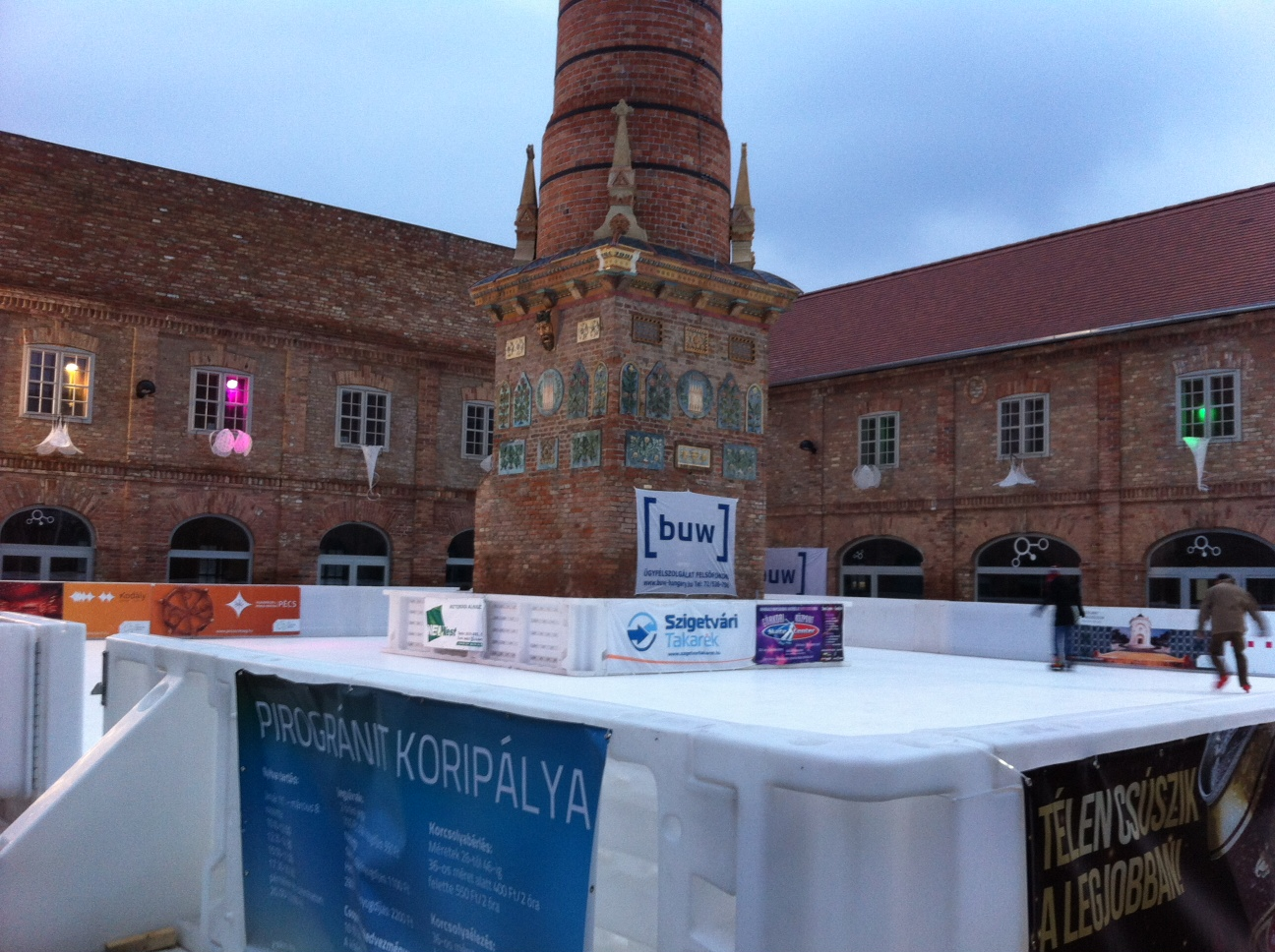
A Zsolnay Kulturális Negyed pirogránit udvara
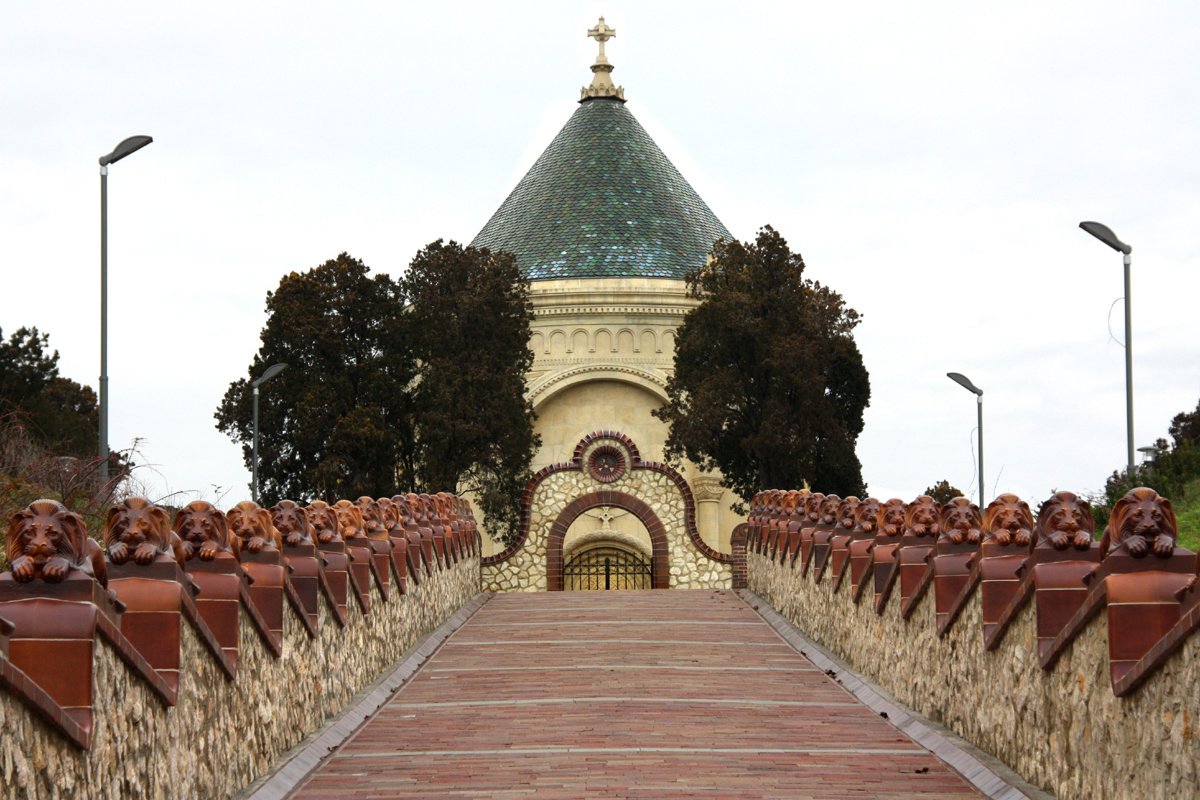
A felújított Zsolnay-mauzóleum
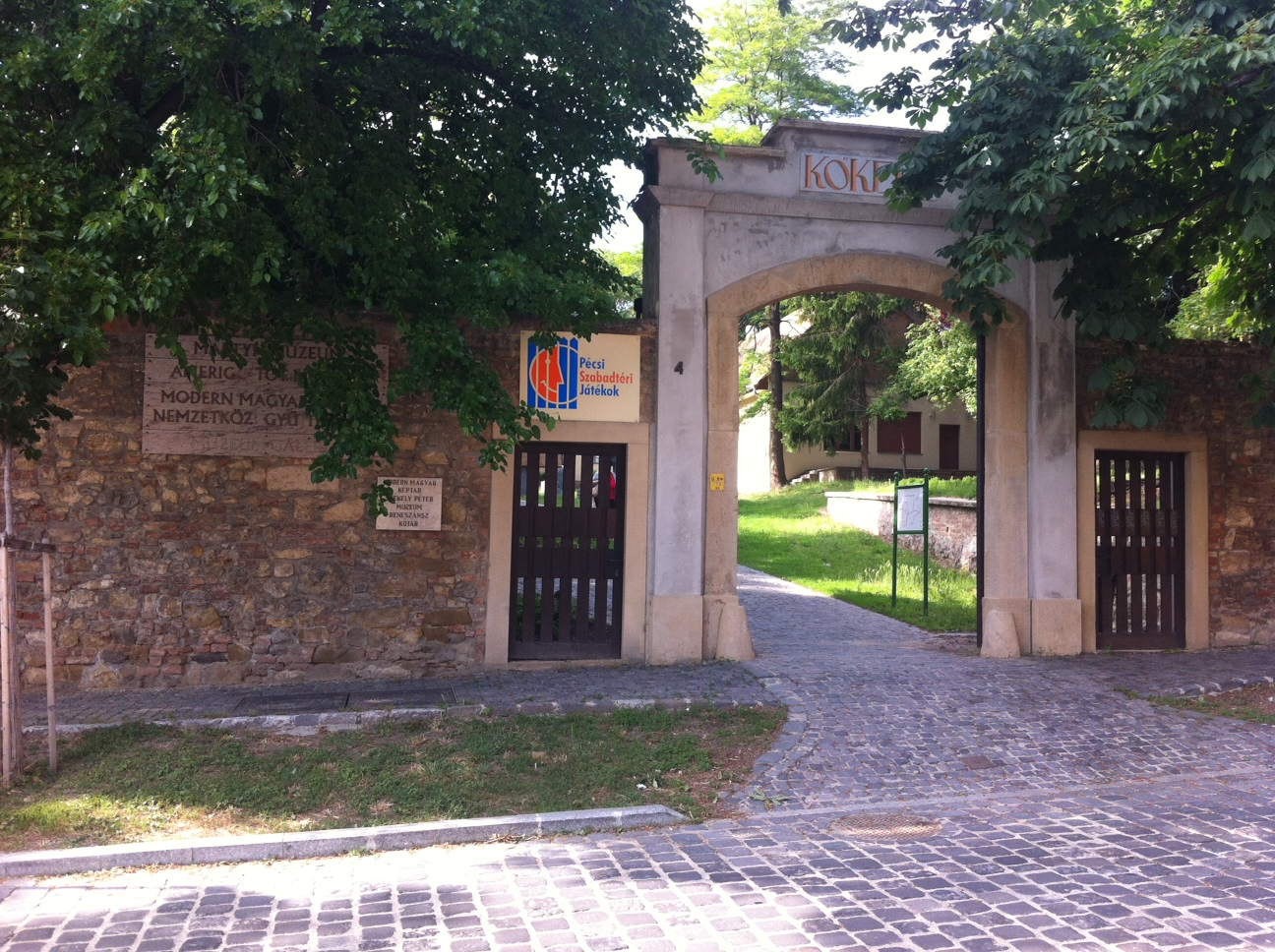
Reneszánsz kőtár a Múzeum utcában (Káptalan utca)
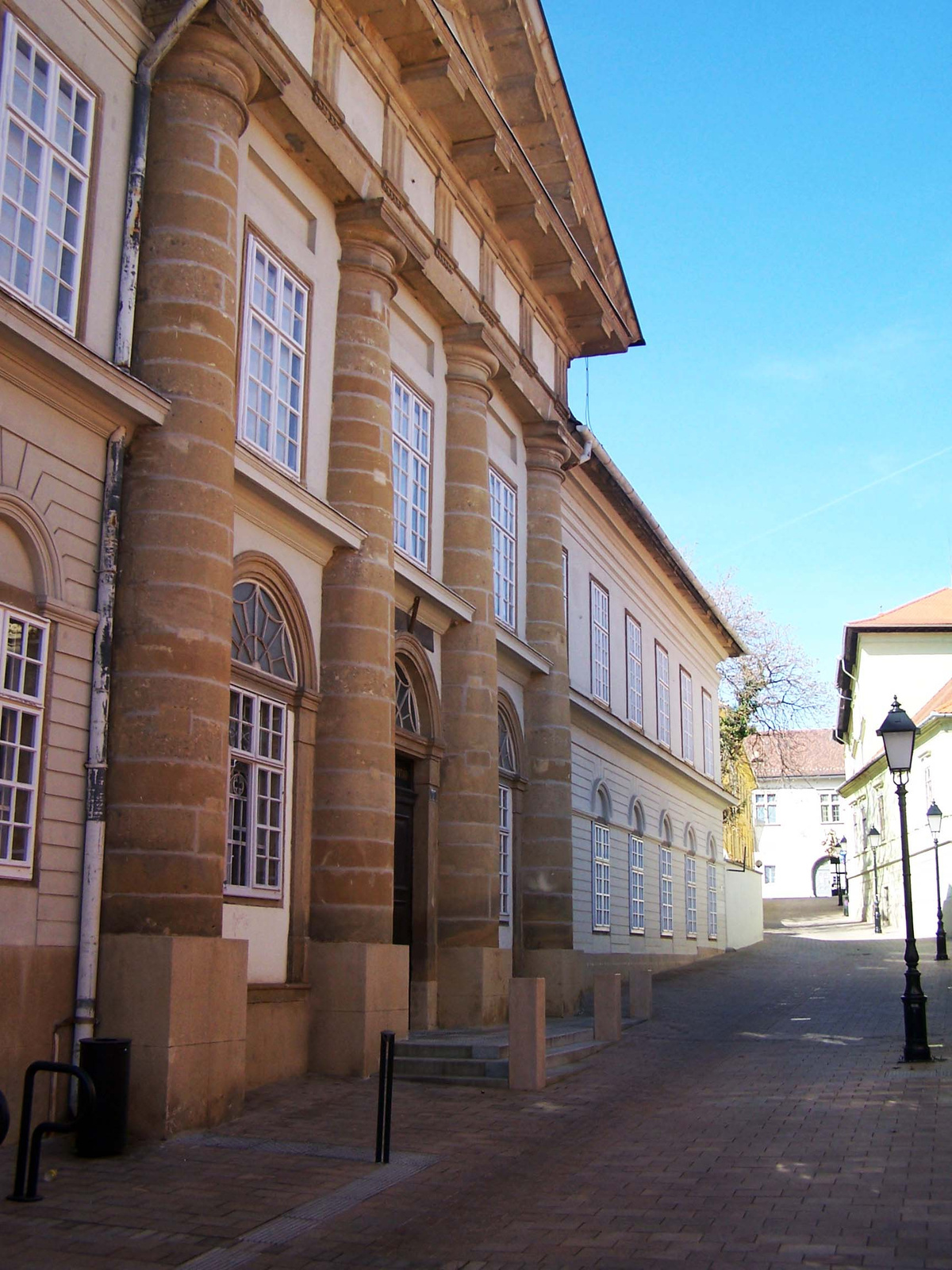
Felújított közterek – az Egyetemi Könyvtár
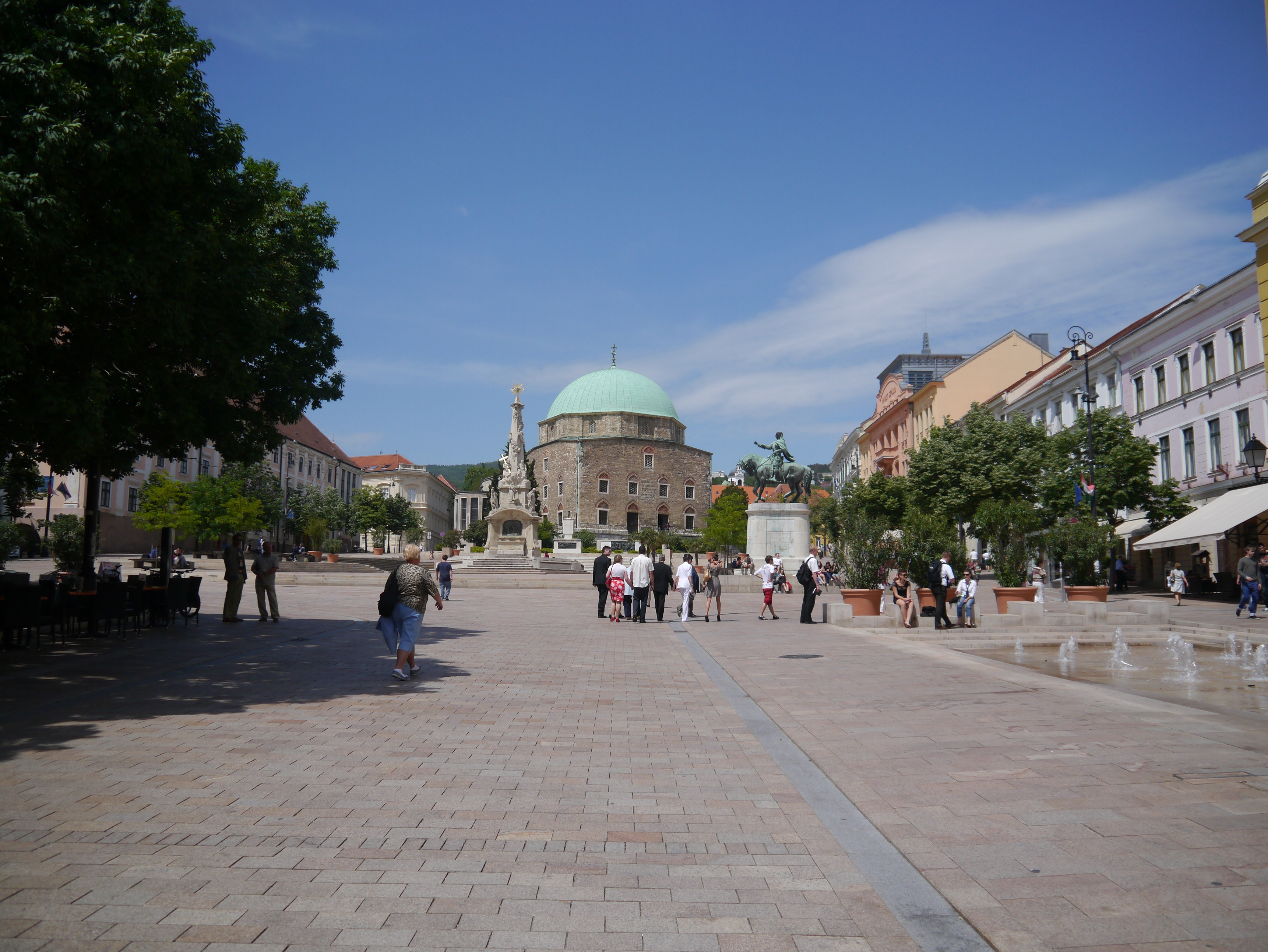
A felújított Széchenyi tér

## Külső hivatkozások
- Hivatalos honlap
- Információk az első ütemről
- Információk a második ütemről
- Civil fórum a projectről
- Fotók a város átalakulásáról Archiválva 2021. március 20-i dátummal a Wayback Machine-ben
- Molnár Kristóf - Bajnai nyitotta, Orbán zárta / Pécs kitörési kísérlete száz év bányászkodás után (444.hu, 2023.01.31.)